# Теракт в Армавире
Террористический акт в Армавире — взрыв на Армавирском железнодорожном вокзале 23 апреля 1997 года, организованный чеченскими сепаратистами, приведший к человеческим жертвам.

## История дела
Как впоследствии установило следствие, за несколько минут до взрыва трое молодых людей кавказской внешности оставили в зале ожидания Армавирского железнодорожного вокзала целлофановый пакет, попросив сидящую рядом женщину присмотреть за ним, пообещав вернуться через десять минут. Мощность произошедшего взрыва составила около двух килограмм в тротиловом эквиваленте. Взрыв произошёл около билетных касс вокзала. В результате теракта погибли три человека, ещё двенадцать получили ранения различной степени тяжести.
Ответственность за организацию теракта взял на себя чеченский полевой командир Салман Радуев. Личности исполнителей и организаторов теракта на Армавирском вокзале были вскоре установлены. Впоследствии неоднократно появлялись публикации о задержании различных участников теракта.
Теракт в Армавире стал первым в цепи подобных взрывов — в том же году аналогичные теракты были совершены на ряде вокзалов других городов, в том числе Пятигорска и Владикавказа.